# Rolnička

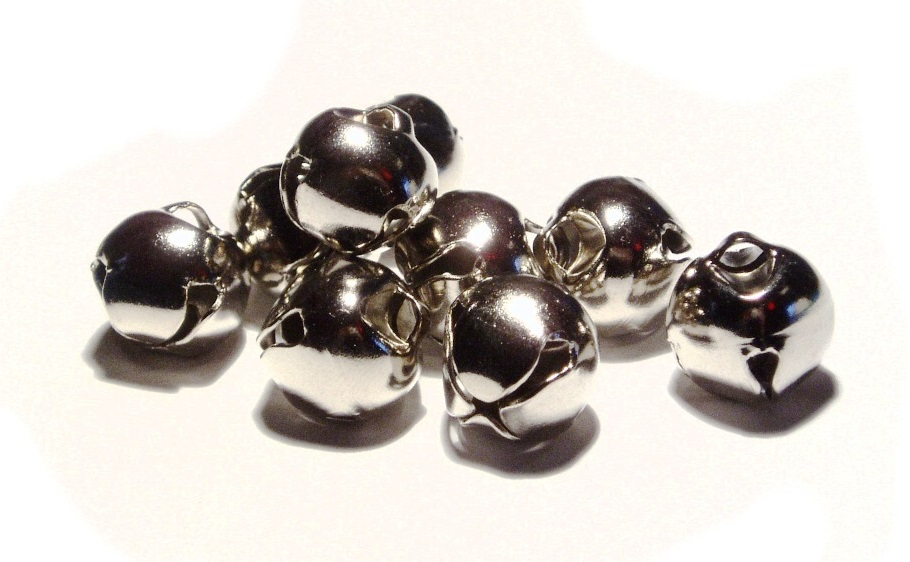
Rolničky

Rolnička je druh zvonku, který v pohybu vytváří charakteristické zvuky. Užívá se často ve velkém počtu.

## Materiál a funkce
Rolničky jsou vyrobeny nejčastěji z kovu, z jednoho kusu tenkého plechu. Mají přibližně kulovitý, někdy stlačený tvar, jindy podobu protáhlého plodu. Pokud jsou spasovány ze dvou polokuliček, mají po obvodu plastický pas. Většinou mívají okrouhlý otvor a na opačné straně ouško k zavěšení. Mohou mít proříznuté podélné rýhy. Uvnitř obsahují nejčastěji kovovou kuličku, krátkou kovovou tyčinku, nebo také kovové špony. Ve starších dobách a u primitivních kmenů se za týmž účelem do suchých plodů vkládala semínka nebo pecky.

## Využití
Rolničky mají široké možnosti použití, využívají se jako
- akustický doplněk postroje tažných koní, ale i ozdobná součást jejich chomoutů (například ruská trojka)
- k plašení ptáků v sokolnictví jako pomůcka při výcviku dravců, na psích a kočičích obojcích

- akustický oděvní doplněk či doplněk obuvi, s proměnlivou úlohou v různých historických dobách, například ve středověku:
  - módní oděv s našitými řadami rolniček na rukávech
  - módní zobcové střevíce s rolničkou na zahnuté špici
- součást lidového kroje

- odznak profesní, stavovské či sociální příslušnosti nositele, nebo součást jeho ceremoniálních insignií:

- - na čepici) dvorních šašků nebo obecních bláznů, na divadle Kašpárkovy rolničky
  - hůl dvorního kapelníka, komorníka, apod.
  - hůl označující slepce
- bicí nástroje, obvykle ve větším počtu, součást tamburiny či vozembouchu, levnější alternativa k malým "klasickým" zvonům.
- signalizace záběru při lovu ryb, zejména sumců - jakmile ryba napne vlasec, dojde k rozkmitání špičky prutu s připevněnou rolničkou, výsledný zvukový efekt upozorní lovícího rybáře

## Historie
Původ a stáří rolniček není jednoznačně objasněno. Pocházejí jak z evropských archeologických nálezů doby bronzové a z keltských ceremoniálních předmětů, tak z kultur mimoevropských, z Číny, dále z Afriky a Indie, kde je navlečené na provázku umisťovali na kotníky tanečníků.
V novověké historii se v Evropě a v Severní Americe spojují s Vánocemi.

## Hudba
Rolničky často slouží jako hudební nástroj. Například
- Gustav Mahler: Čtvrtá symfonie